# Đội tuyển bóng đá quốc gia Trung Quốc
Đội tuyển bóng đá quốc gia Trung Quốc (tiếng Trung: 中国国家足球队; Hán-Việt: Trung Quốc quốc gia túc cầu đội; bính âm: Zhōngguó guójiā zúqiú duì) là đội tuyển bóng đá nam đại diện cho nước Cộng hòa Nhân dân Trung Hoa tại các giải đấu bóng đá quốc tế, được quản lý bởi Hiệp hội bóng đá Trung Quốc (CFA).
Trung Quốc từng dự World Cup 2002. Tại các kỳ Cúp bóng đá châu Á, đội đã 12 lần liên tiếp dự vòng chung kết từ năm 1976 trong đó có 2 lần lọt vào trận chung kết vào các năm 1984 và 2004 và đều giành ngôi Á quân.

## Lịch sử
Đội tuyển bóng đá Trung Quốc đầu tiên hậu phong kiến ra đời vào năm 1913 để tham dự Đại hội Thể thao Viễn Đông năm đó diễn ra tại Philippines. Đến năm 1924, chính quyền Trung Hoa Dân Quốc lập ra Hiệp hội bóng đá Trung Quốc, gia nhập FIFA vào năm 1931.
Sau Nội chiến Trung Quốc, 1 tổ chức khác cũng tên là Hiệp hội bóng đá Trung Quốc mà Cộng hòa Nhân dân Trung Hoa cho thành lập là thành viên của FIFA cho đến năm 1958. Cộng hòa Nhân dân Trung Hoa có trận đấu quốc tế đầu tiên với Phần Lan vào ngày 4 tháng 8 năm 1952.
Đội dự vòng loại World Cup 1958 trước khi rút lui khỏi đấu trường quốc tế và chỉ gia nhập lại vào năm 1979. Trong vòng 30 năm, Trung Quốc đa phần chỉ đấu giao hữu với các đội như Albania, Miến Điện, Campuchia, Guinée, Hungary, Mông Cổ, Cộng hòa Dân chủ Nhân dân Triều Tiên, Việt Nam Dân chủ Cộng hòa, Pakistan, Sudan, Liên Xô và Cộng hòa Ả Rập Thống nhất. Đội dự Vòng loại giải vô địch bóng đá thế giới năm 1958 và thua Indonesia ở hiệu số bàn thắng.
Trung Quốc dự vòng loại World Cup năm 1980 và thua New Zealand trong trận play-off. Ở vòng loại World Cup năm 1986, Trung Quốc gặp Hồng Kông ở sân nhà trong trận đấu cuối cùng của vòng loại đầu tiên ngày 19 tháng 8 năm 1985, trận mà Trung Quốc cần phải hòa nếu muốn đi tiếp. Hồng Kông đã thắng 2-1 và dẫn đến 1 cuộc ẩu đả giữa cổ động viên 2 bên. Ở vòng loại năm 1990, Trung Quốc lần nữa lọt vào vòng đấu cuối cùng của vòng loại và thua Qatar trong trận cuối cùng của vòng bảng. Ở vòng loại năm 1994, đội lại mất cơ hội lọt vào vòng đấu cuối cùng của vòng loại khi xếp thứ 2 sau Iraq. Trung Quốc đứng trước cơ hội tham gia vòng loại năm 1998 và thua các trận đấu trên sân nhà trước Qatar và Iran.
Ngày 26 tháng 1 năm 2000, Trung Quốc thắng Guam 19-0 trong khuôn khổ vòng loại Cúp bóng đá châu Á và đây trở thành trận thắng kỷ lục tính theo trận đấu quốc tế chính thức (đã bị Kuwait phá vỡ 19 ngày sau đó).
Trung Quốc dự World Cup 2002 dưới sự dẫn dắt của Bora Milutinović, tập hợp 1 đội hình trong đó có những thành viên thi đấu tại châu Âu (Phạm Chí Nghị và Tôn Kế Hải tại Crystal Palace, Thiệu Giai Nhất tại 1860 München, Lý Thiết tại Everton, Mã Minh Vũ tại Perugia...), thua cả 3 trận trước Brasil, Thổ Nhĩ Kỳ, Costa Rica và không ghi được bàn thắng nào.
Từ năm 2004, CFA bắt đầu giới hạn thương hiệu giày bóng đá trong đội tuyển, quy định tất cả các cầu thủ phải sử dụng giày của Adidas.
Trong trận chung kết Asian Cup 2004 trên sân nhà, Trung Quốc thua 1–3 trước Nhật Bản. Trận đấu này gây tranh cãi vì trọng tài đã công nhận bàn thắng ghi bằng tay của Nakata Koji, khiến một số cổ động viên Trung Quốc tức giận và có hành động bài Nhật.
Đã có hơn 300 triệu dân Trung Quốc theo dõi hành trình của đội tại World Cup 2002, cũng như 250 triệu người đã theo dõi vòng chung kết Asian Cup 2004, kỷ lục cho 1 sự kiện thể thao trong ngành truyền hình Trung Quốc.
Tháng 11 năm 2004, Trung Quốc không thể tham gia vòng đấu sơ bộ của Giải bóng đá vô địch thế giới 2006 khi thua Kuwait về hiệu số bàn thắng bại dù trước đó đã xuyên thủng mảnh lưới của Hồng Kông đến 7 lần trong trận đấu cuối cùng. Sau đó, huấn luyện viên Arie Haan bị thay thế bởi Chu Quảng Hỗ sau quá trình tuyển dụng.
Tháng 8 năm 2005, Trung Quốc thắng giải Cúp bóng đá Đông Á 2005, đây là danh hiệu quốc tế đầu tiên của đội khi hòa 1–1 Hàn Quốc, 2–2 Nhật Bản và thắng 2–0 Cộng hòa Dân chủ Nhân dân Triều Tiên.
Vòng loại Cúp bóng đá châu Á 2007 năm 2006, đội ghi 1 bàn thắng duy nhất từ chấm phạt đền bởi Thiệu Giai Nhất trong trận đấu với Singapore tại sân nhà và sau đó hòa đối thủ trên sân khách.
Tại vòng loại thứ 3 khu vực châu Á cho World Cup 2022, Trung Quốc kết thúc với thành tích 1 thắng 3 hoà 6 thua, giành được 6 điểm, đứng 5/6 đội trong bảng đấu và bị loại. Trận thắng duy nhất của Trung Quốc là trước Việt Nam ở lượt đi, đội được coi là yếu nhất trong tất cả 12 đội của vòng 3. Vì vậy, việc để thua Việt Nam ở lượt về đã khiến người hâm mộ trong nước tức giận và chỉ trích kịch liệt cho sự đi xuống của bóng đá nam nước này.

## Hình ảnh

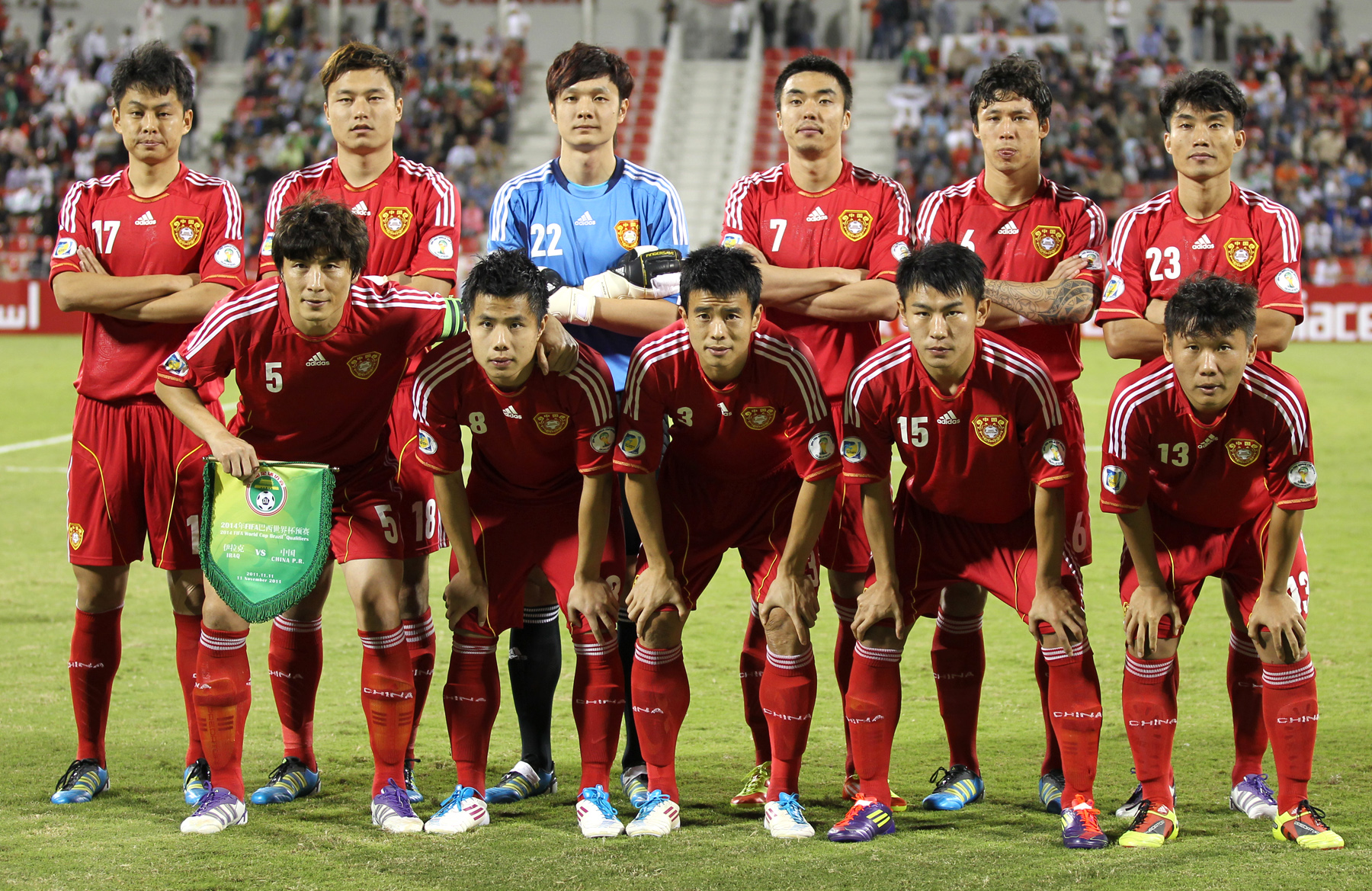
Đội tuyển bóng đá quốc gia Trung Quốc năm 2011

Đội tuyển Trung Quốc có biệt danh được gọi là "Long chi đội" (tiếng Trung: 龙之队; bính âm: Lóng zhī duì), nghĩa là "Đội tuyển Rồng".
Áo sân nhà của Trung Quốc theo truyền thống là màu đỏ với viền trắng trong khi áo sân khách của họ theo truyền thống là một phiên bản đảo ngược của áo sân nhà, hoàn toàn màu trắng với viền màu đỏ. Trong Giải vô địch bóng đá châu Á 1996, Trung Quốc đã sử dụng một áo thứ ba có màu xanh với viền trắng và được sử dụng trong trận đấu với Ả Rập Xê Út trong giải đấu.
Mùa giải 2022–24 đánh dấu lần đầu tiên đội sử dụng áo đấu phụ màu xanh lam ngọc, thay thế cho áo trắng đã được mặc trong các mùa trước. Đội cũng bắt đầu sử dụng áo làm mát ở một số khu vực có khí hậu nóng hơn. Sau nhiều thập kỷ được Adidas sản xuất trang phục thi đấu, bộ trang phục hiện tại của đội tuyển Trung Quốc đã được Nike thiết kế và sản xuất kể từ năm 2015.

### Nhà tài trợ
| Tài Trợ | Năm       | Bắt Đầu    | Thời hạn hợp đồng  | Giá Trị        | Ghi chú       |
| ------- | --------- | ---------- | ------------------ | -------------- | ------------- |
| Adidas  | 1991–2014 |            |                    |                |               |
| Nike    | 2015–nay  | 2015-01-03 | 2015–2026 (11 năm) | $16 tỷ mỗi năm | [ 12 ] [ 13 ] |

### Kình địch

#### Nhật Bản
Truyền thống cho thấy đối thủ lớn nhất của Trung Quốc là Nhật Bản. Sự kình địch này được thể hiện rõ sau thất bại 1–3 của họ trong trận chung kết Cúp bóng đá châu Á 2004 ngay trên sân nhà. Cuộc bạo loạn sau đó của cổ động viên Trung Quốc tại sân vận động Công Nhân được cho là bị kích động bởi những quyết định trọng tài gây tranh cãi trong giải đấu và làn sóng bài Nhật gia tăng vào thời điểm đó.

#### Hàn Quốc
Một kình địch khác là với người hàng xóm Hàn Quốc, đội mà Trung Quốc đã đối đầu 27 lần từ năm 1978 đến 2010 mà không giành được bất kỳ chiến thắng nào. Truyền thông đã đặt ra thuật ngữ "Hội chứng sợ Hàn Quốc" (Koreaphobia) để mô tả hiện tượng này, nhưng cuối cùng Trung Quốc đã có được chiến thắng đầu tiên trước Hàn Quốc vào ngày 10 tháng 2 năm 2010, với tỷ số 3–0 tại Giải vô địch bóng đá Đông Á 2010 và sau đó lên ngôi vô địch giải đấu. Xa hơn nữa, Trung Quốc từng gặp Hàn Quốc (khi đó được gọi là Triều Tiên) lần đầu tiên vào năm 1949 trong một trận giao hữu tại Hồng Kông thuộc Anh, nơi Trung Quốc giành chiến thắng đầu tiên và duy nhất trước Triều Tiên trong suốt 61 năm. Sự kình địch này còn được thúc đẩy bởi một yếu tố chính trị khác, chủ yếu xuất phát từ lịch sử chiến tranh giữa hai quốc gia.

#### Hồng Kông
Sự kình địch với Hồng Kông đã hình thành do căng thẳng chính trị, cũng như các vấn đề trong vòng loại World Cup 2018.  Khi các cổ động viên Hồng Kông la ó quốc ca Trung Quốc — cũng là quốc ca của Hồng Kông — các trận đấu vòng loại World Cup 2018 trở nên rất căng thẳng, với cả hai trận đều kết thúc với tỷ số hòa 0–0.

## Kết quả và lịch thi đấu
Sau đây là danh sách kết quả các trận đấu trong 12 tháng qua, cùng các trận đấu đã được lên lịch trong tương lai.
Chú thích
      Thắng
      Hòa
      Thua
      Lịch thi đấu

### 2024
| 1 tháng 1 Giao hữu | Trung Quốc    | 1–2 | Hồng Kông                                | Abu Dhabi, UAE                                                                                           |  |
| 20:30 UTC+7        | - Tan Long 9' |     | - Liu Yang 51' (l.n.) - Poon Pui Hin 60' | Sân vận động: Sân vận động Baniyas Lượng khán giả: 0 Trọng tài: Yahya Mohammed Ali Hassan Al-Mulla (UAE) |  |

| 13 tháng 1 Cúp bóng đá châu Á 2023 | Trung Quốc | 0–0      | Tajikistan | Doha, Qatar |  |
| 21:30 UTC+7                        |            | Chi tiết |            | Sân vận động: Sân vận động Abdullah bin Khalifa Lượng khán giả: 4,001 Trọng tài: Mohammed Al Hoish (Ả Rập Xê Út) |  |

| 17 tháng 1 Cúp bóng đá châu Á 2023 | Liban | 0–0      | Trung Quốc | Doha, Qatar                                                                                     |  |
| 18:30 UTC+7                        |       | Chi tiết |            | Sân vận động: Sân vận động Al Thumama Lượng khán giả: 14,137 Trọng tài: Ko Hyung-jin (Hàn Quốc) |  |

| 22 tháng 1 Cúp bóng đá châu Á 2023 | Qatar           | 1–0      | Trung Quốc | Al Rayyan, Qatar                                                                                      |  |
| 22:00 UTC+7                        | - Al-Haydos 66' | Chi tiết |            | Sân vận động: Sân vận động quốc tế Khalifa Lượng khán giả: 42,104 Trọng tài: Abdullah Jamali (Kuwait) |  |

| 21 tháng 3 năm 2024 Vòng 2 Vòng loại FIFA World Cup 2026 | Singapore                | 2–2      | Trung Quốc          | Kallang, Singapore                                                                     |  |
| 19:30 UTC+7                                              | - Ramli 53' - Mahler 81' | Chi tiết | - Wu Lei 10', 45+2' | Sân vận động: Sân vận động quốc gia Lượng khán giả: 28,414 Trọng tài: Shaun Evans (Úc) |  |

| 26 tháng 3 năm 2024 Vòng 2 Vòng loại FIFA World Cup 2026 | Trung Quốc                                                  | 4–1      | Singapore   | Thiên Tân, Trung Quốc                                                                         |  |
| 19:00 UTC+7                                              | - Wu Lei 21', 85' - Fei Nanduo 65' (ph.đ.) - Wei Shihao 90' | Chi tiết | - Ramli 22' | Sân vận động: Trung tâm Olympic Thiên Tân Lượng khán giả: 42,977 Trọng tài: Omar Al-Ali (UAE) |  |

| 6 tháng 6 năm 2024 Vòng 2 Vòng loại FIFA World Cup 2026 | Trung Quốc         | 1–1      | Thái Lan       | Thẩm Dương, Trung Quốc                                                                                             |  |
| 19:00 UTC+7                                             | - Zhang Yuning 79' | Chi tiết | - Supachok 20' | Sân vận động: Trung tâm Thể thao Olympic Thẩm Dương Lượng khán giả: 46,979 Trọng tài: Ilgiz Tantashev (Uzbekistan) |  |

| 11 tháng 6 năm 2024 Vòng 2 Vòng loại FIFA World Cup 2026 | Hàn Quốc          | 1–0      | Trung Quốc | Seoul, Hàn Quốc                                                                                 |  |
| 20:00 UTC+9                                              | - Lee Kang-in 61' | Chi tiết |            | Sân vận động: World Cup Seoul Lượng khán giả: 64,935 Trọng tài: Mohammed Al Hoish (Ả Rập Xê Út) |  |

| 5 tháng 9 năm 2024 Vòng 3 Vòng loại FIFA World Cup 2026 | Nhật Bản                                                                         | 7–0      | Trung Quốc | Saitama, Nhật Bản                                                                          |  |
| 17:35 UTC+7                                             | - Endo 12' - Mitoma 45+2' - Minamino 52', 58' - Itō 77' - Maeda 87' - Kubo 90+5' | Chi tiết |            | Sân vận động: Saitama 2002 Lượng khán giả: 52,398 Trọng tài: Abdulrahman Al-Jassim (Qatar) |  |

| 10 tháng 9 năm 2024 Vòng 3 Vòng loại FIFA World Cup 2026 | Trung Quốc          | 1–2      | Ả Rập Xê Út       | Đại Liên, Trung Quốc                                                                                               |  |
| 19:00 UTC+7                                              | - Lajami 14' (l.n.) | Chi tiết | - Kadesh 39', 90' | Sân vận động: Chuyên nghiệp vịnh Thoa Ngư Đại Liên Lượng khán giả: 48,628 Trọng tài: Nasrullo Kabirov (Tajikistan) |  |

| 10 tháng 10 năm 2024 Vòng 3 Vòng loại FIFA World Cup 2026 | Úc                                              | 3–1      | Trung Quốc        | Adelaide, Úc                                                                              |  |
| 16:10 UTC+7                                               | - Miller 45+2' - Goodwin 53' - Velupillay 90+2' | Chi tiết | - Xie Wenneng 20' | Sân vận động: Adelaide Oval Lượng khán giả: 46,291 Trọng tài: Nazmi Nasaruddin (Malaysia) |  |

| 15 tháng 10 năm 2024 Vòng 3 Vòng loại FIFA World Cup 2026 | Trung Quốc                      | 2–1      | Indonesia  | Thanh Đảo, Trung Quốc                                                                   |  |
| 19:00 UTC+7                                               | - Behram 21' - Zhang Yuning 44' | Chi tiết | - Haye 86' | Sân vận động: Bóng đá trẻ Thanh Đảo Lượng khán giả: 37,133 Trọng tài: Omar Al-Ali (UAE) |  |

| 14 tháng 11 năm 2024 Vòng 3 Vòng loại FIFA World Cup 2026 | Bahrain | 0–1      | Trung Quốc           | Riffa, Bahrain                                                                           |  |
| 21:00 UTC+7                                               |         | Chi tiết | - Zhang Yuning 90+1' | Sân vận động: Quốc gia Bahrain Lượng khán giả: 7,921 Trọng tài: Adham Makhadmeh (Jordan) |  |

| 19 tháng 11 năm 2024 Vòng 3 Vòng loại FIFA World Cup 2026 | Trung Quốc          | 1–3      | Nhật Bản                         | Hạ Môn, Trung Quốc                                                                     |  |
| 19:00 UTC+7                                               | - Lin Liangming 48' | Chi tiết | - Ogawa 39', 54' - Itakura 45+6' | Sân vận động: Egret Hạ Môn Lượng khán giả: 45,336 Trọng tài: Muhammad Taqi (Singapore) |  |

### 2025
| 21 tháng 3 năm 2025 Vòng 3 Vòng loại FIFA World Cup 2026 | Ả Rập Xê Út       | 1–0      | Trung Quốc | Riyadh, Ả Rập Xê Út                                                                    |  |
| 01:15 UTC+7                                              | S. Al-Dawsari 50' | Chi tiết |            | Sân vận động: Đại học Nhà vua Saud Lượng khán giả: 24,742 Trọng tài: Omar Al-Ali (UAE) |  |

| 25 tháng 3 năm 2025 Vòng 3 Vòng loại FIFA World Cup 2026 | Trung Quốc | 0-2      | Úc                                  | Hàng Châu, Trung Quốc                                                                                 |  |
| 21:00 UTC+7                                              |            | Chi tiết | - J. Irvine 16' - N. Velupillay 29' | Sân vận động: Công viên Thể thao Hàng Châu Lượng khán giả: 70,588 Trọng tài: Mooud Bonyadifard (Iran) |  |

| 5 tháng 6 năm 2025 Vòng 3 Vòng loại FIFA World Cup 2026 | Indonesia          | 1–0      | Trung Quốc | Jakarta, Indonesia                                                       |  |
| 20:45 UTC+7                                             | Romeny 45' (ph.đ.) | Chi tiết |            | Sân vận động: Gelora Bung Karno Trọng tài: Rustam Lutfullin (Uzbekistan) |  |

| 10 tháng 6 năm 2025 Vòng 3 Vòng loại FIFA World Cup 2026 | Trung Quốc | v        | Bahrain | Trùng Khánh, Trung Quốc         |  |
| 18:00 UTC+7                                              |            | Chi tiết |         | Sân vận động: Bóng đá Long Hưng |  |

| 7 tháng 7 năm 2025 Giải vô địch bóng đá Đông Á 2025 | Hàn Quốc | v | Trung Quốc | Yongin, Hàn Quốc           |  |
| 18:00 UTC+7                                         |          |   |            | Sân vận động: Yongin Mireu |  |

| 12 tháng 7 năm 2025 Giải vô địch bóng đá Đông Á 2025 | Nhật Bản | v | Trung Quốc | Yongin, Hàn Quốc           |  |
| 17:24 UTC+7                                          |          |   |            | Sân vận động: Yongin Mireu |  |

| 15 tháng 7 năm 2025 Giải vô địch bóng đá Đông Á 2025 | Trung Quốc | v | Hồng Kông | Yongin, Hàn Quốc           |  |
| 14:00 UTC+7                                          |            |   |           | Sân vận động: Yongin Mireu |  |

| Tháng 10 năm 2025 Giao hữu | Trung Quốc | v | Argentina | Quảng Châu, Trung Quốc           |  |
| --:-- UTC+7                |            |   |           | Sân vận động: Olympic Quảng Đông |  |

## Cầu thủ

### Đội hình hiện tại
Danh sách 25 cầu thủ sau đây đã được triệu tập cho các trận đấu với  Indonesia và  Bahrain trong khuôn khổ Vòng 3 Vòng loại FIFA World Cup 2026, vào tháng 6 năm 2025.
Vũ Lỗi ban đầu được triệu tập vào đội hình nhưng buộc phải rút lui do chấn thương.  Lưu Nhược Phàm cũng rút lui vì lý do tương tự.
Số lần ra sân và số bàn thắng cập nhật ngày ngày 25 tháng 03 năm 2025, sau trận đấu với  Úc.
| Số | VT | Cầu thủ                    | Ngày sinh (tuổi)  | Trận | Bàn | Câu lạc bộ          |
| -- | -- | -------------------------- | ----------------- | ---- | --- | ------------------- |
|    | TM | Nhan Tuấn Lăng             | 28 tháng 1, 1991  | 57   | 0   | Cảng Thượng Hải     |
|    | TM | Vương Đại Lôi (đội trưởng) | 10 tháng 1, 1989  | 41   | 0   | Sơn Đông Thái Sơn   |
|    | TM | Lưu Điện Tọa               | 25 tháng 6, 1990  | 4    | 0   | Thành Đô Dung Thành |
|    |    |                            |                   |      |     |                     |
|    | HV | Chu Thần Kiệt              | 23 tháng 8, 2000  | 34   | 1   | Thượng Hải Thân Hoa |
|    | HV | Tyias Browning             | 27 tháng 5, 1994  | 33   | 1   | Cảng Thượng Hải     |
|    | HV | Lý Lỗi                     | 30 tháng 5, 1992  | 19   | 0   | Bắc Kinh Quốc An    |
|    | HV | Ngô Thiếu Thông            | 20 tháng 3, 2000  | 7    | 0   | Bắc Kinh Quốc An    |
|    | HV | Dương Trạch Tường          | 14 tháng 12, 1994 | 6    | 0   | Thượng Hải Thân Hoa |
|    | HV | Ngụy Chấn                  | 12 tháng 2, 1997  | 4    | 0   | Cảng Thượng Hải     |
|    | HV | Hồ Hà Thao                 | 5 tháng 10, 2003  | 3    | 0   | Thành Đô Dung Thành |
|    | HV | Hàn Bằng Phi               | 28 tháng 4, 1993  | 2    | 0   | Thành Đô Dung Thành |
|    | HV | Uông Sĩ Khâm               | 24 tháng 6, 2003  | 0    | 0   | Chiết Giang         |
|    |    |                            |                   |      |     |                     |
|    | TV | Vương Thượng Nguyên        | 2 tháng 6, 1993   | 26   | 1   | Hà Nam              |
|    | TV | Tạ Văn Năng                | 6 tháng 2, 2001   | 9    | 1   | Sơn Đông Thái Sơn   |
|    | TV | Từ Hạo Dương               | 15 tháng 1, 1999  | 7    | 0   | Thượng Hải Thân Hoa |
|    | TV | Tào Vĩnh Cạnh              | 15 tháng 2, 1997  | 4    | 0   | Bắc Kinh Quốc An    |
|    | TV | Hoàng Chính Vũ             | 24 tháng 1, 1997  | 3    | 0   | Sơn Đông Thái Sơn   |
|    | TV | Serginho                   | 15 tháng 3, 1995  | 1    | 0   | Bắc Kinh Quốc An    |
|    | TV | Dương Minh Dương           | 11 tháng 7, 1995  | 0    | 0   | Thành Đô Dung Thành |
|    |    |                            |                   |      |     |                     |
|    | TĐ | Trương Ngọc Ninh           | 5 tháng 1, 1997   | 40   | 8   | Bắc Kinh Quốc An    |
|    | TĐ | Vi Thế Hào                 | 8 tháng 4, 1995   | 36   | 4   | Thành Đô Dung Thành |
|    | TĐ | Lâm Lương Minh             | 4 tháng 6, 1997   | 17   | 3   | Bắc Kinh Quốc An    |
|    | TĐ | Vương Tử Minh              | 5 tháng 8, 1996   | 8    | 0   | Bắc Kinh Quốc An    |
|    | TĐ | Vương Ngọc Đống            | 23 tháng 11, 2006 | 1    | 0   | Chiết Giang         |
|    | TĐ | Lưu Thành Vũ               | 2 tháng 7, 2006   | 0    | 0   | Thượng Hải Thân Hoa |

### Triệu tập gần đây
Những cầu thủ sau đây cũng đã được triệu tập vào đội hình trong 12 tháng qua.
| Vt | Cầu thủ          | Ngày sinh (tuổi)  | Số trận | Bt | Câu lạc bộ                | Lần cuối triệu tập                  |
| --- | ---------------- | ----------------- | ------- | -- | ------------------------- | ----------------------------------- |
| TM | Hàn Giai Kỳ      | 3 tháng 7, 1999   | 3       | 0  | Bắc Kinh Quốc An          | Tập huấn tháng 3 năm 2025           |
| TM | Kiện Thao        | 22 tháng 6, 2001  | 0       | 0  | Thành Đô Dung Thành       | Tập huấn tháng 1 năm 2025           |
| TM | Báo Á Hùng       | 23 tháng 5, 1997  | 0       | 0  | Thượng Hải Thân Hoa       | Tập huấn tháng 9 năm 2024           |
| |                  |                   |         |    |                           |                                     |
| HV | Tưởng Thánh Long | 24 tháng 12, 2000 | 18      | 0  | Thượng Hải Thân Hoa       | v. Úc, 25 tháng 3 năm 2025          |
| HV | Cao Chuẩn Dực    | 21 tháng 8, 1995  | 19      | 0  | Sơn Đông Thái Sơn         | v. Ả Rập Xê Út, 20 tháng 3 năm 2025 |
| HV | Vương Chấn Áo    | 10 tháng 8, 1999  | 1       | 0  | Cảng Thượng Hải           | Tập huấn tháng 3 năm 2025           |
| HV | Lưu Hào Phàm     | 23 tháng 10, 2003 | 0       | 0  | Chiết Giang               | Tập huấn tháng 3 năm 2025           |
| HV | Umidjan Yusup    | 28 tháng 2, 2004  | 0       | 0  | Cảng Thượng Hải           | Tập huấn tháng 1 năm 2025           |
| HV | Lưu Dương        | 17 tháng 6, 1995  | 32      | 0  | Sơn Đông Thái Sơn         | v. Úc, 10 tháng 10 năm 2024         |
| HV | Lý Soái          | 18 tháng 6, 1995  | 2       | 0  | Cảng Thượng Hải           | v. Hàn Quốc, 11 tháng 6 năm 2024    |
| |                  |                   |         |    |                           |                                     |
| TV | Uông Hải Kiện    | 2 tháng 8, 2000   | 4       | 0  | Thượng Hải Thân Hoa       | v. Úc, 25 tháng 3 năm 2025          |
| TV | Lý Nguyên Nhất   | 28 tháng 8, 1993  | 9       | 0  | Sơn Đông Thái Sơn         | v. Ả Rập Xê Út, 20 tháng 3 năm 2025 |
| TV | John Hou Sæter   | 13 tháng 1, 1998  | 0       | 0  | Vân Nam Ngọc Côn          | Tập huấn tháng 3 năm 2025           |
| TV | Từ Bân           | 2 tháng 5, 2004   | 0       | 0  | Thanh Đảo Tây Hải Ngạn    | Tập huấn tháng 3 năm 2025           |
| TV | Mewlan Mijit     | 27 tháng 1, 2004  | 0       | 0  | Sơn Đông Thái Sơn         | Tập huấn tháng 1 năm 2025           |
| TV | Cao Thiên Ý      | 1 tháng 7, 1998   | 6       | 0  | Thượng Hải Thân Hoa       | v. Hàn Quốc, 11 tháng 6 năm 2024    |
| TV | Tạ Bằng Phi      | 29 tháng 6, 1993  | 19      | 0  | Thượng Hải Thân Hoa       | v. Thái Lan, 6 tháng 6 năm 2024     |
| TV | Trình Tiến       | 18 tháng 2, 1995  | 2       | 0  | Chiết Giang               | v. Indonesia, 15 tháng 10 năm 2024  |
| |                  |                   |         |    |                           |                                     |
| TĐ | Lưu Nhược Phàm   | 28 tháng 1, 1999  | 0       | 0  | Cảng Thượng Hải           | v. Indonesia, 5 tháng 6 năm 2025INJ |
| TĐ | Vũ Lỗi           | 19 tháng 11, 1991 | 99      | 36 | Cảng Thượng Hải           | v. Indonesia, 5 tháng 6 năm 2025INJ |
| TĐ | Behram Abduweli  | 8 tháng 3, 2003   | 9       | 1  | Thâm Quyến Tân Bằng Thành | v. Úc, 25 tháng 3 năm 2025          |
| TĐ | Fernandinho      | 16 tháng 3, 1993  | 7       | 1  | Cầu thủ tự do             | Tập huấn tháng 1 năm 2025           |
| TĐ | Đào Cường Long   | 20 tháng 11, 2001 | 2       | 0  | Chiết Giang               | Tập huấn tháng 1 năm 2025           |
| TĐ | Alan             | 10 tháng 7, 1989  | 14      | 3  | Cầu thủ tự do             | v. Indonesia, 15 tháng 10 năm 2024  |
| TĐ | Elkeson          | 13 tháng 7, 1989  | 19      | 4  | Cầu thủ tự do             | v. Hàn Quốc, 11 tháng 6 năm 2024    |
| TĐ | Phương Hạo       | 3 tháng 1, 2000   | 6       | 0  | Bắc Kinh Quốc An          | v. Hàn Quốc, 11 tháng 6 năm 2024    |
| TĐ | Tạ Duy Quân      | 14 tháng 11, 1997 | 1       | 0  | Thiên Tân Tân Môn Hổ      | v. Hàn Quốc, 11 tháng 6 năm 2024    |
| - INJ Rút lui vì chấn thương - PRE Chỉ nằm trong danh sách sơ bộ - RET Từ giã đội tuyển - SUS Đang thi hành án treo giò - WD Rút lui vì lý do không liên quan đến chấn thương |                  |                   |         |    |                           |                                     |

## Huấn luyện viên
| Vị Trí                   | Tên                 |
| ------------------------ | ------------------- |
| Giám đốc kĩ thuật        | Gao Hongbo          |
| Huân luyện viên trưởng   | Aleksandar Janković |
| Trợ lí huấn luyện viên   | Zhu Wangqong        |
| Trợ lí huấn luyện viên   | Li Jianxing         |
| Trợ lí huấn luyện viên   | Shao Jiayi          |
| Trợ lí huấn luyện viên   | Zheng Zhi           |
| Huấn luyện viên thể hình | Hu Yu               |
| Nhân viên kỹ thuật       | Liu Zhiyu           |
| Nhân viên kỹ thuật       | Tong Qiang          |
| Bác sĩ                   | Wang Shucheng       |
| Chuyên gia trị liệu      | Jin Ri              |
| Chuyên gia trị liệu      | Gao Jianguo         |
| Chuyên gia trị liệu      | Hang Yanrui         |

## Giải đấu

### Giải vô địch bóng đá thế giới
| Năm         | Kết quả                  | St                       | T                        | H                        | B                        | Bt                       | Bb                       |
| ----------- | ------------------------ | ------------------------ | ------------------------ | ------------------------ | ------------------------ | ------------------------ | ------------------------ |
| 1930 ↓ 1954 | Không tham dự            | Không tham dự            | Không tham dự            | Không tham dự            | Không tham dự            | Không tham dự            | Không tham dự            |
| 1958        | Không vượt qua vòng loại | Không vượt qua vòng loại | Không vượt qua vòng loại | Không vượt qua vòng loại | Không vượt qua vòng loại | Không vượt qua vòng loại | Không vượt qua vòng loại |
| 1962 ↓ 1978 | Không tham dự            | Không tham dự            | Không tham dự            | Không tham dự            | Không tham dự            | Không tham dự            | Không tham dự            |
| 1982 ↓ 1998 | Không vượt qua vòng loại | Không vượt qua vòng loại | Không vượt qua vòng loại | Không vượt qua vòng loại | Không vượt qua vòng loại | Không vượt qua vòng loại | Không vượt qua vòng loại |
| 2002        | Vòng Bảng                | 3                        | 0                        | 0                        | 3                        | 0                        | 9                        |
| 2006 ↓ 2022 | Không vượt qua vòng loại | Không vượt qua vòng loại | Không vượt qua vòng loại | Không vượt qua vòng loại | Không vượt qua vòng loại | Không vượt qua vòng loại | Không vượt qua vòng loại |
| 2026 ↓ 2034 | Chưa xác định            | Chưa xác định            | Chưa xác định            | Chưa xác định            | Chưa xác định            | Chưa xác định            | Chưa xác định            |
| Tổng cộng   | Vòng bảng                | 3                        | 0                        | 0                        | 3                        | 0                        | 9                        |

### Cấp châu lục
| Cúp bóng đá châu Á | Cúp bóng đá châu Á | Cúp bóng đá châu Á | Cúp bóng đá châu Á | Cúp bóng đá châu Á | Cúp bóng đá châu Á | Cúp bóng đá châu Á | Cúp bóng đá châu Á | Cúp bóng đá châu Á |
| Năm                | Vị trí             | St                 | T                  | H                  | B                  | Bt                 | Bb                 |                    |
| ------------------ | ------------------ | ------------------ | ------------------ | ------------------ | ------------------ | ------------------ | ------------------ | ------------------ |
| 1956               | Không tham dự      | -                  | -                  | -                  | -                  | -                  | -                  |                    |
| 1960               | Không tham dự      | -                  | -                  | -                  | -                  | -                  | -                  |                    |
| 1964               | Không tham dự      | -                  | -                  | -                  | -                  | -                  | -                  |                    |
| 1968               | Không tham dự      | -                  | -                  | -                  | -                  | -                  | -                  |                    |
| 1972               | Không tham dự      | -                  | -                  | -                  | -                  | -                  | -                  |                    |
| 1976               | Hạng ba            | 4                  | 1                  | 1                  | 2                  | 2                  | 4                  |                    |
| 1980               | Vòng 1             | 4                  | 1                  | 1                  | 2                  | 9                  | 5                  |                    |
| 1984               | Á quân             | 6                  | 4                  | 0                  | 2                  | 11                 | 4                  |                    |
| 1988               | Hạng tư            | 6                  | 2                  | 2                  | 2                  | 7                  | 5                  |                    |
| 1992               | Hạng ba            | 5                  | 1                  | 3                  | 1                  | 6                  | 6                  |                    |
| 1996               | Tứ kết             | 4                  | 1                  | 0                  | 3                  | 6                  | 7                  |                    |
| 2000               | Hạng tư            | 6                  | 2                  | 2                  | 2                  | 11                 | 7                  |                    |
| 2004               | Á quân             | 6                  | 3                  | 2                  | 1                  | 13                 | 6                  |                    |
| 2007               | Vòng 1             | 3                  | 1                  | 1                  | 1                  | 7                  | 6                  |                    |
| 2011               | Vòng 1             | 3                  | 1                  | 1                  | 1                  | 4                  | 4                  |                    |
| 2015               | Tứ kết             | 4                  | 3                  | 0                  | 1                  | 5                  | 4                  |                    |
| 2019               | Tứ kết             | 5                  | 3                  | 0                  | 2                  | 7                  | 7                  |                    |
| 2023               | Vòng 1             | 3                  | 0                  | 2                  | 1                  | 0                  | 1                  |                    |
| 2027               | Vượt qua vòng loại |                    |                    |                    |                    |                    |                    |                    |
| Tổng               | Á quân             | 58                 | 23                 | 15                 | 21                 | 88                 | 66                 |                    |

| Á vận hội | Á vận hội     | Á vận hội | Á vận hội | Á vận hội | Á vận hội | Á vận hội | Á vận hội |
| Năm       | Vị trí        | St        | T         | H         | B         | Bt        | Bb        |
| --------- | ------------- | --------- | --------- | --------- | --------- | --------- | --------- |
| 1951      | Không tham dự | -         | -         | -         | -         | -         | -         |
| 1954      | Không tham dự | -         | -         | -         | -         | -         | -         |
| 1958      | Không tham dự | -         | -         | -         | -         | -         | -         |
| 1962      | Không tham dự | -         | -         | -         | -         | -         | -         |
| 1966      | Không tham dự | -         | -         | -         | -         | -         | -         |
| 1970      | Không tham dự | -         | -         | -         | -         | -         | -         |
| 1974      | Vòng 1        | 3         | 1         | 0         | 2         | 7         | 4         |
| 1978      | Hạng ba       | 7         | 5         | 0         | 2         | 16        | 5         |
| 1982      | Tứ kết        | 4         | 2         | 1         | 1         | 4         | 3         |
| 1986      | Tứ kết        | 4         | 2         | 1         | 1         | 10        | 6         |
| 1990      | Tứ kết        | 4         | 2         | 1         | 1         | 8         | 4         |
| 1994      | Á quân        | 7         | 5         | 1         | 1         | 18        | 8         |
| 1998      | Hạng ba       | 8         | 6         | 0         | 2         | 24        | 7         |
| Tổng      | Á quân        | -         | -         | -         | -         | -         | -         |

### Cấp khu vực
| Giải vô địch bóng đá Đông Á | Giải vô địch bóng đá Đông Á | Giải vô địch bóng đá Đông Á | Giải vô địch bóng đá Đông Á | Giải vô địch bóng đá Đông Á | Giải vô địch bóng đá Đông Á | Giải vô địch bóng đá Đông Á | Giải vô địch bóng đá Đông Á |
| Năm                         | Vị trí                      | St                          | T                           | H                           | B                           | Bt                          | Bb                          |
| --------------------------- | --------------------------- | --------------------------- | --------------------------- | --------------------------- | --------------------------- | --------------------------- | --------------------------- |
| 2003                        | Hạng ba                     | 3                           | 1                           | 0                           | 2                           | 3                           | 4                           |
| 2005                        | Vô địch                     | 3                           | 1                           | 2                           | 0                           | 5                           | 3                           |
| 2008                        | Hạng ba                     | 3                           | 1                           | 0                           | 2                           | 5                           | 5                           |
| 2010                        | Vô địch                     | 3                           | 2                           | 1                           | 0                           | 5                           | 0                           |
| 2013                        | Á quân                      | 3                           | 1                           | 2                           | 0                           | 7                           | 6                           |
| 2015                        | Á quân                      | 3                           | 1                           | 1                           | 1                           | 3                           | 3                           |
| 2017                        | Hạng ba                     | 3                           | 0                           | 2                           | 1                           | 4                           | 5                           |
| 2019                        | Hạng ba                     | 3                           | 1                           | 0                           | 2                           | 3                           | 3                           |
| Tổng                        | Vô địch                     | 24                          | 8                           | 8                           | 8                           | 35                          | 29                          |

## Danh dự

### Thế giới
- FIFA World Cup
  - Vòng bảng (1): 2002

### Châu lục
- AFC Asian Cup
  - Á quân (2): 1984, 2004
  - Hạng ba (2): 1976, 1992
- Asian Games
  - Huy chương bạc (1): 1994
  - Huy chương đồng (2): 1978, 1998

### Khu vực
- EAFF E-1 cúp bóng đá Đông Á
  - Vô địch (2): 2005, 2010
  - Á quân (2): 2013, 2015
  - Hạng ba (5): 2003, 2008, 2017, 2019, 2022
- Dynasty Cup
  - Á quân (2): 1990, 1998

### Giao hữu
- China Cup
  - Hạng ba (1): 2017
- Dunhill Cup
  - Vô địch (1): 1997
  - Á quân (1): 1999
- Four Nations Tournament
  - Vô địch (2): Jan. 2000, Sept. 2000
  - Hạng ba (1): 2001
- King's Cup
  - Vô địch (2): 1991, 1993
  - Á quân (1): 2001
  - Hạng ba (1): 1980 (shared)
- Kirin Cup
  - Hạng ba (1): 1984 (shared)
- Lunar New Year Cup
  - Vô địch (1): 1978
  - Á quân (2): 1989, 1990
- Merlion Cup
  - Vô địch (1): 1986
  - Hạng ba (1): 1983
- Nehru Cup
  - Á quân (4): 1982, 1983, 1984, 1986
  - Hạng ba (1): 1997

## Cá nhân

### Thi đấu nhiều trận nhất
Tính đến 1 tháng 1 năm 2024:
| #   | Cầu thủ         | Thời gian | Số trận | Bàn thắng |
| --- | --------------- | --------- | ------- | --------- |
| 1   | Lý Vĩ Phong     | 1998–2011 | 112     | 14        |
| 2   | Cao Lâm         | 2005–2019 | 109     | 22        |
| 3   | Trịnh Chí       | 2002–2019 | 108     | 15        |
| (4) | Hác Hải Đông    | 1992–2004 | 107     | 41        |
| 4   | Phạm Chí Nghị   | 1992–2002 | 106     | 17        |
| 5   | Trương Lâm Bồng | 2009–     | 104     | 6         |
| 6   | Vũ Lỗi          | 2010–     | 96      | 36        |
| 7   | Lý Thiết        | 1997–2010 | 92      | 6         |
| 8   | Hao Tuấn Mẫn    | 2005–2022 | 90      | 12        |
| 9   | Triệu Húc Nhật  | 2003–2019 | 87      | 2         |
| 9   | Ngô Hy          | 2011–     | 87      | 9         |

### Ghi nhiều bàn thắng nhất
| #   | Cầu thủ       | Thời gian | Bàn thắng (số trận) | Kỷ lục |
| --- | ------------- | --------- | ------------------- | ------ |
| (1) | Hác Hải Đông  | 1992–2004 | 41 0(107)           | 0.39   |
| 1   | Vũ Lỗi        | 2005–     | 36 0(96)            | 0.37   |
| 2   | Dương Húc     | 2009–2023 | 28 0(54)            | 0.52   |
| 3   | Tô Mao Chấn   | 1994–2002 | 27 0(53)            | 0.51   |
| 4   | Lý Kim Vũ     | 1997–2008 | 24 0(70)            | 0.34   |
| 5   | Cao Lâm       | 2005–2019 | 22 0(109)           | 0.2    |
| 6   | Mã Lâm        | 1985–1990 | 21 0(45)            | 0.47   |
| 7   | Lưu Hải Quang | 1983–1990 | 20 0(58)            | 0.35   |
| 7   | Lý Băng       | 1992–2001 | 20 0(65)            | 0.31   |
| 9   | Triệu Đại Vũ  | 1982–1986 | 19 0(29)            | 0.66   |
| 9   | Vũ Đại Bảo    | 2010–2022 | 19 0(67)            | 0.3    |

Hác Hải Đông bị xóa tên khỏi lịch sử thể thao Trung Quốc vì được cho là đã chỉ trích chính quyền trong ngày kỷ niệm 31 năm sự kiện Thiên An Môn.

### Huấn luyện viên trưởng
| Các huấn luyện viên trưởng đội tuyển Trung Quốc \| - 1951-1952: Lý Phượng Lâu - 1952-1956: Kha Luân - 1957: Đới Lân Kinh - 1958-1962: Trần Thành Đạt - 1963: Niên Duy Tứ - 1963-1964: Trần Thành Đạt - 1964: Phương Nhân Thu - 1965-1974: Niên Duy Tứ - 1974-1976: Nhâm Bân - 1977: Trương Hoành Căn - 1977-1980: Niên Duy Tứ - 1980-1982: Tô Vĩnh Thuấn - 1983-1985: Tăng Tuyết Lân - 1985-1986: Niên Duy Tứ - 1986-1990: Cao Phong Văn - 1991-1992: Từ Căn Bảo - 1992: Trần Hy Vinh - 1992-1994: Klaus Schlappner - 1994-1997: Thích Vụ Sinh \| - 1998-1999: Bobby Houghton - 2000: Kim Chí Dương - 2000-2002: Bora Milutinović - 2002: Thẩm Tường Phúc - 2002-2004: Arie Haan - 2005-2007: Chu Quảng Hỗ - 2007-2008: Vladimir Petrović - 2008-2009: Ân Thiết Sinh - 2009-2011: Cao Hồng Bá - 2011-2013: José Antonio Camacho - 2013-2014: Phó Bác - 2014-2016: Alain Perrin - 2016: Cao Hồng Bá - 2016-2019: Marcello Lippi - 2019: Fabio Cannavaro - 2019-2021: Lý Thiết - 2021-2023: Lý Tiêu Bằng - 2023-2024: Aleksandar Janković - 2024-: Branko Ivanković \| | |
| - 1951-1952: Lý Phượng Lâu - 1952-1956: Kha Luân - 1957: Đới Lân Kinh - 1958-1962: Trần Thành Đạt - 1963: Niên Duy Tứ - 1963-1964: Trần Thành Đạt - 1964: Phương Nhân Thu - 1965-1974: Niên Duy Tứ - 1974-1976: Nhâm Bân - 1977: Trương Hoành Căn - 1977-1980: Niên Duy Tứ - 1980-1982: Tô Vĩnh Thuấn - 1983-1985: Tăng Tuyết Lân - 1985-1986: Niên Duy Tứ - 1986-1990: Cao Phong Văn - 1991-1992: Từ Căn Bảo - 1992: Trần Hy Vinh - 1992-1994: Klaus Schlappner - 1994-1997: Thích Vụ Sinh | - 1998-1999: Bobby Houghton - 2000: Kim Chí Dương - 2000-2002: Bora Milutinović - 2002: Thẩm Tường Phúc - 2002-2004: Arie Haan - 2005-2007: Chu Quảng Hỗ - 2007-2008: Vladimir Petrović - 2008-2009: Ân Thiết Sinh - 2009-2011: Cao Hồng Bá - 2011-2013: José Antonio Camacho - 2013-2014: Phó Bác - 2014-2016: Alain Perrin - 2016: Cao Hồng Bá - 2016-2019: Marcello Lippi - 2019: Fabio Cannavaro - 2019-2021: Lý Thiết - 2021-2023: Lý Tiêu Bằng - 2023-2024: Aleksandar Janković - 2024-: Branko Ivanković |